# T-R-O-U-B-L-E
T-R-O-U-B-L-E ("Problema") es una canción del género rock and roll y soul, interpretada y grabada por Elvis Presley perteneciente a su álbum Today de 1975. La canción fue compuesta por Jerry Chesnut y el 21 de abril de 1975 la compañía RCA editó la versión de Elvis Presley como disco sencillo junto a Mr Songman en su lado B. El disco simple era solo un medio de promoción del siguiente álbum de Presley que estaba por iniciar una nueva temporada de recitales en Las Vegas, y logró ventas superiores a las 200.000 copias.  Éste ingresó a las listas de Billboard y a las de Country logrando los puestos # 35 y # 11 respectivamente. 
El tema T-R-O-U-B-L-E de 1975 no debe de confundirse con la canción anteriormente grabada por Elvis Presley para su película King Creole y luego en 1968 para su especial de televisión, titulado igualmente Trouble pero en letras minúsculas y sin guiones entre ellas, ya que se trata de una canción totalmente diferente

## Grabación
A mediados de la década de los 70s el compositor Jerry Chesnut se había convertido en uno de los compositores preferidos de Elvis, del cual ya había grabado otra de sus canciones con anterioridad, It's Modnight, motivando que el artista eligiera una de sus canciones para grabarla. Presley se encontraba realizando una serie de ensayos en el estudio C de RCA en Hollywood, California, lo que incentivó a la compañía a editar un disco sencillo que sirviera para promover el álbum Today, que se editaría poco tiempo después..
La canción de Chesnut era de corte country  pero en la interpretación de Elvis se convierte en un acelerado rock and roll con matices de soul. Elvis grabó la canción en las sesiones dentro del estudio de los días 11 y 12 de marzo de 1975. A pesar de que la canción era acelerada y requería de una perfecta dicción para la letra, Elvis logró tomarle la medida rápidamente  y solo necesitó de unas cuatro tomas para extraer el máster de la última de ellas. Posteriormente el mismo Elvis se encargaría de producir las armonías vocales necesarias en una toma separada donde grabaría sus propios coros.  La grabación final dispone de una base rítmica determinada en primer plano por el piano con notorios arreglos vocales y de guitarra. 

### Músicos
- Elvis Presley - voz y armonías vocales
- James Burton - guitarra eléctrica
- John Wilkinson - guitarra eléctrica rítmica
- Charlie Hodge - guitarra acústica rítmica
- Duke Bardwell - bajo
- Glen D. Hardib - piano
- Ronnie Tutt - batería
- Donnie Summer quartet - coros

## Letra
Su título en mayúsculas y con separación de guiones que determinan el deletreo de éste, le imprimen a la temática un carácter de importancia o gravedad en el conflicto que describen el resto de los versos donde vuelve a utilizarse el recurso de las mayúsculas y los guiones para resaltar alguna de las palabras. La historia trata de un músico que entretiene a los espectadores tocando el piano durante varias horas, mientras que el público baila, no considerando el ejecutante que él pierda demasiado no estando en la pista. En uno de esos días de rutina ve ingresar a alguien a quien saluda dejando en claro para sus adentros que él percibe que esa visita será problemática. 
Aparentemente se trataría de una muchacha muy bien parecida a la que él alude como alguien a quien los hombres amarán y las mujeres odiarán, porque ella les recordará todo lo que esas otras mujeres no van a ser. El interlocutor deja saber que él ha visto mujeres de toda clase que tenían buenas cualidades pero a ninguna, con la salvedad de aquella muchacha que acaba de ingresar sola al local donde él esta tocando el piano, que puedan reunir todas las cualidades juntas como "una máquina del amor".
Por motivos que no son revelados, él traza un paralelismo entre el aspecto de ella, que posiblemente heredara de su madre, una mujer a la que no conoce, aunque sospecha que lucía igual de bien, y reflexiona acerca de la vida que él mismo ha tenido con su madre, una mujer que crio prácticamente sola a nueve hijos cuando su marido se fue a pique.

Tanto en el final de la canción como en otras partes, él saluda a la mujer en cuestión jugando con las palabras "good L-double O-K-I-N-G" ("doble guapa") para dejar en claro que es doblemente atractiva que cualquier mujer que él haya visto antes. 
Mother Nature's sure been good to Y-O-U
Well, your mama must have been another good lookin' too
Say, hey, good L-double O-K-I-N-G

I smell T-R-O-U-B-L-E

## Listas
| País           | Listas (1975)                 | Posición alcanzada |
| -------------- | ----------------------------- | ------------------ |
| Estados Unidos | Billboard Hot 100             | 35                 |
| Estados Unidos | Hot Country Songs (Billboard) | 11                 |
| Estados Unidos | Easy Listening (Billboard)    | 42                 |
| Reino Unido    | Official Charts Company       | 31                 |

## Ediciones
- T-R-O-U-B-L-E / Mr Songman (sencillo) RCA 1975
- Today (álbum) RCA 1975
- Walk A Mile In My Shoes - The Essential 70's Masters (colección) RCA 1975 [9]